# Badami
Badami là một thị xã panchayat của quận Bagalkot thuộc bang Karnataka, Ấn Độ.

## Địa lý
Badami có vị trí 15°55′B 75°41′Đ / 15,92°B 75,68°Đ Nó có độ cao trung bình là 586 mét (1922 foot).

## Nhân khẩu
Theo điều tra dân số năm 2001 của Ấn Độ, Badami có dân số 25.851 người. Phái nam chiếm 51% tổng số dân và phái nữ chiếm 49%. Badami có tỷ lệ 65% biết đọc biết viết, cao hơn tỷ lệ trung bình toàn quốc là 59,5%: tỷ lệ cho phái nam là 75%, và tỷ lệ cho phái nữ là 55%. Tại Badami, 14% dân số nhỏ hơn 6 tuổi.